# 木村庄之助 (9代)
9代 木村 庄之助（きゅうだい きむら しょうのすけ、? - 天保9年12月21日（1839年2月4日））は、大相撲の立行司。本名、出身地ともに不明。引退後に復帰して庄之助を再勤し、10代 木村 庄之助となった。

## 人物
7代庄之助の弟子で、のちに8代庄之助（のちの松翁）の養子になった。初名は木村喜八で初代木村喜代治から5代庄太郎を経て長くつとめたが、文政7年（1824年）に先代の引退によって9代目を襲名した。人格者で見識があり、裁きも秀でて名行司と伝えられた。
文政10年（1827年）、江戸幕府から相撲会所への問い合わせに対して、木村庄之助の先祖書（『相撲行司家伝』）を提出した。
天保5年（1834年）10月まで9代庄之助として現役にあったが、義弟（8代庄之助の実子）の6代木村庄太郎に名跡を譲るべく一時現役を退き、隠居・木村瀬平となった。しかし、諸々の事情から天保7年（1836年）に復帰し、庄之助を再勤した（10代目として数えられる）。養父の木村松翁の次席であったが、同9年（1838年）暮れに現役で亡くなった。